# Хуссейн Ас-Садік
Хуссейн Ас-Садік (араб. حسين الصادق, нар. 15 жовтня 1973) — саудівський футболіст, що грав на позиції воротаря за клуби «Аль-Кадісія» та «Аль-Іттіхад», а також за національну збірну Саудівської Аравії, у складі якої був учасником двох чемпіонатів світу і ставав володарем Кубка Азії 1996 року.

## Клубна кар'єра
У дорослому футболі дебютував 1991 року виступами за команду клубу «Аль-Кадісія», в якій провів сім сезонів.
1998 року перейшов до клубу «Аль-Іттіхад», ворота якого захищав протягом 9 сезонів. Завершив професійну кар'єру футболіста виступами за команду «Аль-Іттіхад» (Джидда) у 2007 році.

## Виступи за збірні
1993 року залучався до складу молодіжної збірної Саудівської Аравії. На молодіжному рівні зіграв у 3 офіційних матчах, пропустив 2 голи.
1994 року дебютував в офіційних матчах у складі національної збірної Саудівської Аравії. Протягом кар'єри у національній команді, яка тривала 6 років, провів у формі головної команди країни 20 матчів.
За цей час став учасником двох чемпіонатів світу — 1994 року у США, де саудівці неочікувано подолали груповий етап і вийшли до плей-оф, та 1998 року у Франції, де команда пройти груповий етап не змогла. Щоправда на обох мундіалях був резервним голкіпером, одним з дублерів Мохамеда Аль-Деайя.
Також у складі збірної брав участь у переможному для саудівців Кубку Азії 1996 року, а також у трьох розіграшах  Кубка конфедерацій — у 1995, 1997 і 1999 роках. На відміну від решти турнірів на КК-1995 був основним воротарем саудівської збірної, взявши участь в обох матчах збірної на турнірі, які були програні з однаковим рахунком 0:2 збірним Данії і Мексики.

## Титули і досягнення
- Клубний чемпіон Перської затоки (1):

«Аль-Іттіхад»: 1999
- Клубний чемпіон Азії (2):

«Аль-Іттіхад»: 2004, 2005
- Переможець Юнацького (U-19) кубка Азії: 1992
- Володар Кубка Азії з футболу (1):

1996
- Переможець Кубка арабських націй: 1998